# Liste der Fließgewässer im Flusssystem Pegnitz

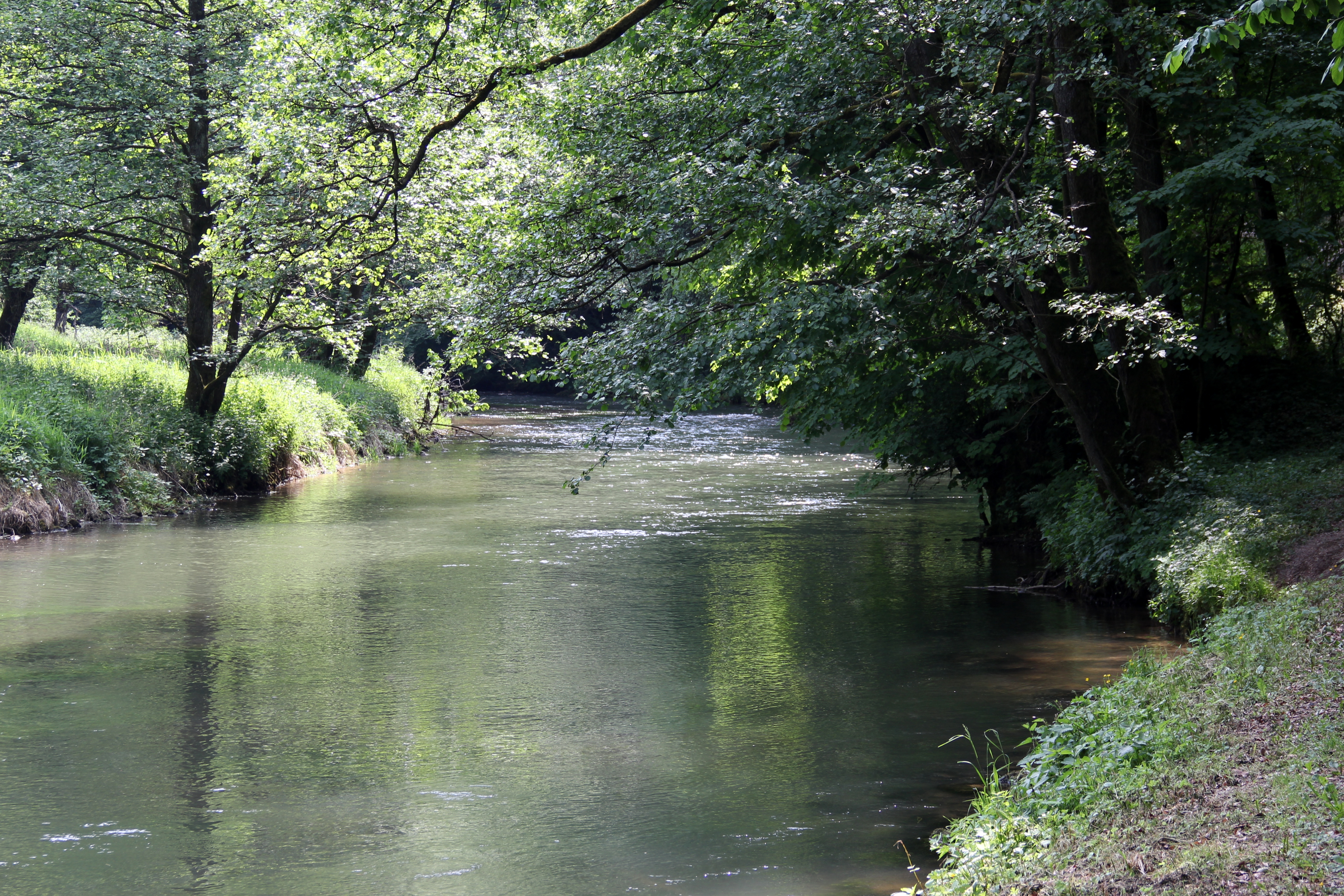
Pegnitz bei Rupprechtstegen

Die Liste der Fließgewässer im Flusssystem Pegnitz umfasst alle direkten und indirekten Zuflüsse der Pegnitz, soweit sie namentlich auf der Topographischen Karte 1:10000 Bayern Nord (DK 10) oder im Kartenservicesystem des Bayerischen Landesamts für Umwelt (LfU) aufgeführt werden. Namenlose Zuläufe und Abzweigungen werden nicht berücksichtigt. Wenn der Gewässername sich nach dem Zusammenfluss zweier Gewässerabschnitte ändert, werden die beiden Zuflüsse als Quellzuflüsse separat angeführt, ansonsten erscheint der Teilbereichsname in Klammern. Die Längenangaben werden auf eine Nachkommastelle gerundet. Die Fließgewässer werden jeweils flussabwärts aufgeführt. Die orografische Richtungsangabe bezieht sich auf das direkt übergeordnete Gewässer. Teilflusssysteme mit mehr als 20 Fließgewässern sind in eine eigene Liste ausgelagert (→).

## Pegnitz
Die Pegnitz ist der 79 km lange rechte Quellfluss der Regnitz in Bayern.

## Zuflüsse

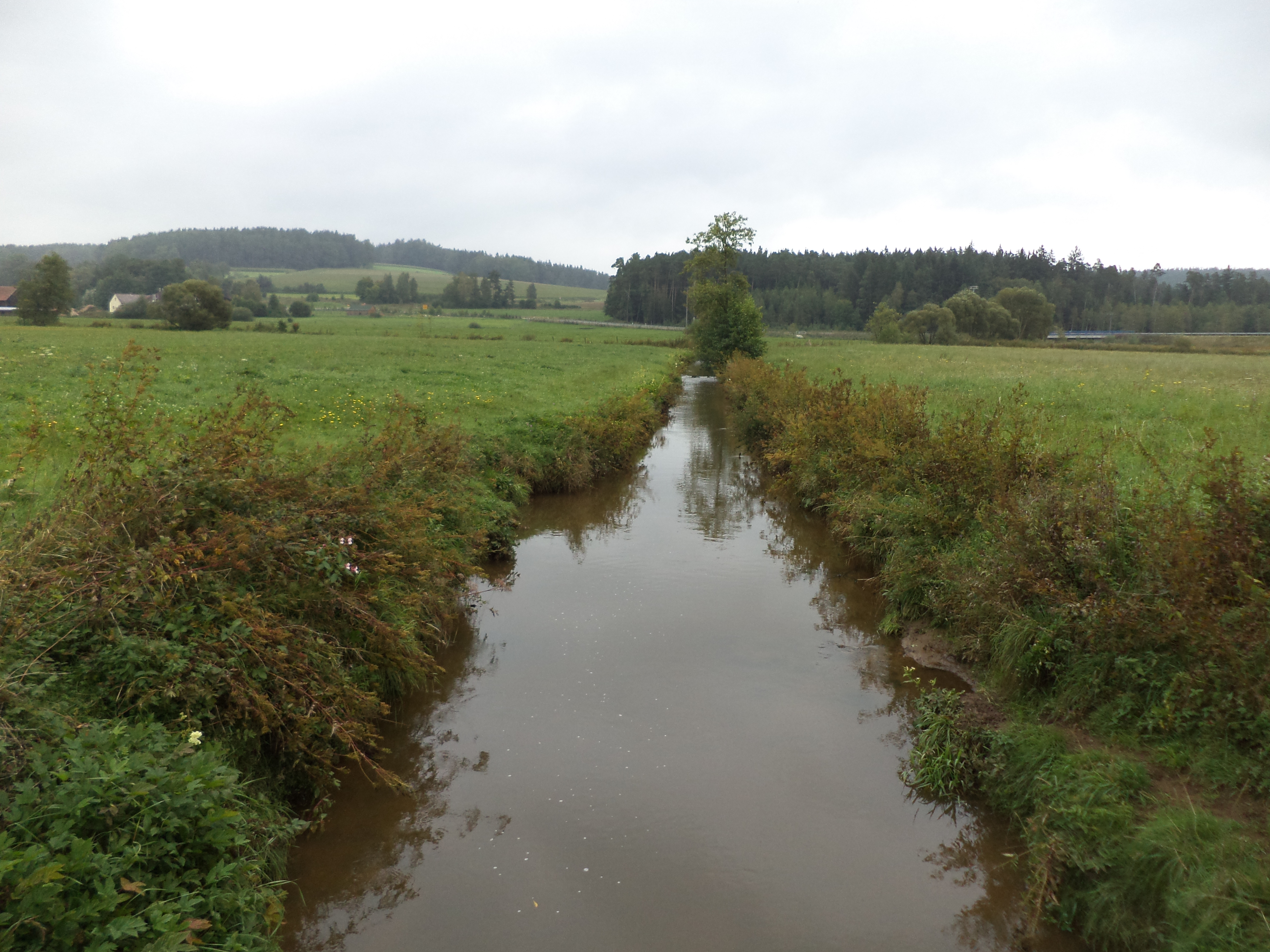
Die Fichtenohe

Direkte und indirekte Zuflüsse der Pegnitz
 Pegnitzquelle (425 m ü. NN)
- Fichtenohe (links) 22,6 km → Flusssystem
- Kühbrunnenbach oder Brunnbach (links in den Nebenlauf Mühlbach)
- Flembach (Goldbrunnenbach[A 1]) (links)
  - Mühlbach (rechts)
  - Gartenbach (links)
  - Ortlesbach (links)
  - Speckbach (Fenkenwaldbach[A 1]) (links)
    - Demmelsbach (rechts)
    - Dornbach (links)
- Harnbach (rechts)
- Hirschbach (Wildbach[A 1]) (links)
  - Talbach (links)
- Leitenbach (links)
- Högenbach (links)
  - Etzelbach (rechts)
    - Reinbach (rechts)
      - Mühlbach (rechter Quellbach)
      - Schlierbach (linker Quellbach)
      - Eiselbach (links)

    - Weigenbach (links)

  - Arzloher Talbach (links)
  - Gehresbach (rechts)
- Happurger Bach (links)
  - Alfelder Bach (linker Hauptoberlauf)
  - Talbach (rechter Nebenoberlauf)
  - Molsbach (links)
  - Kainsbach (links)
- Essiggraben (rechts)
- Krebsbach (links)
- Sittenbach (rechts)
  - Moosbach (rechts)
  - Stöpperbach (links)
  - Kleedorferbach (links)
  - Unterkrummbacher Bach (Rohrgraben[A 1]) (rechts)
  - Rangenbach (rechts)
  - Rauschelbach (links)
- Hammerbach (links)
  - Herrnbach (linker Oberlauf)
  - Saalach (rechts)
  - Aichabach (links)
  - Höllgraben (links)
  - Kruppach (rechts)
  - Steingraben (links)
- Großer Augraben (links)
  - Fichtach (rechter Quellbach)
  - Weiherbach (linker Quellbach)
- Riedgraben (rechts)
  - (Auengraben vom Westrand Altensittenbachs) (links)
    - Lehmgraben (rechts)
    - (Bach vom östlichen Oberen Rangenberg) (rechts)
- Weppach (rechts)
- Sandbach (Sendelbach[A 1]) (links)
  - Hopfengraben (rechter Quellbach)
  - Hinterlohgraben (linker Quellbach)
    - Pemselgraben (rechter Quellbach)
    - Reuther Graben (linker Quellbach)
    - Tiefwiesengraben (rechts)

  - Kreuzbach (links)
  - Hatzelgraben (links)
- Diebgraben (rechts)
- Veitsbach (Bockgraben[A 1]) (links)
- Schnaittach (rechts)
  - Naifer Bach (rechter Quellbach)
  - Ittlinger Bach (linker Quellbach)
  - Grundelbach (rechts)
    - Haunach (rechts)

  - Grundbach (rechts)
  - Osternoher Bach (links)
    - Bondorfer Bach (links)

  - Dörningbach (links)
  - Iserbach (links)
  - Kersbach (links)
    - Siegersdorfer Bach (rechter Quellbach)
      - Höllgraben (links)

    - Grünlingbach (linker Quellbach)
    - Rödgraben (links)
    - Teufelsgraben (links)

  - Erlenbachgraben (links)
  - Fortenbach[1] (links)
- Nessenbach (Gänsegraben[A 1]) (links)
  - Höllgraben (rechter Quellbach)
  - Korngraben (linker Quellbach)
  - Weihergraben (rechts)
  - Knöpflegraben (rechts)
  - Vorderer tiefer Graben (rechts)
  - Katharinagraben (rechts)
- Röttenbach (rechts)
  - Hauenreutgraben (rechts)
  - Bärenbrunnenbach (links)
  - Peuntgraben (links)
  - Krebsbach (rechts)
  - Schwarzenbach (rechts)
    - Bachgraben (rechts)
    - Fischbach (rechts)
- Massenbach (rechts)
- Himmelbach (links)
  - Bodengraben (rechts)
  - Eckenbach (rechts)
    - Nässengraben (links)
    - Hüttenbach (links)
      - Fleischbach (rechts)

- Bitterbach (rechts)

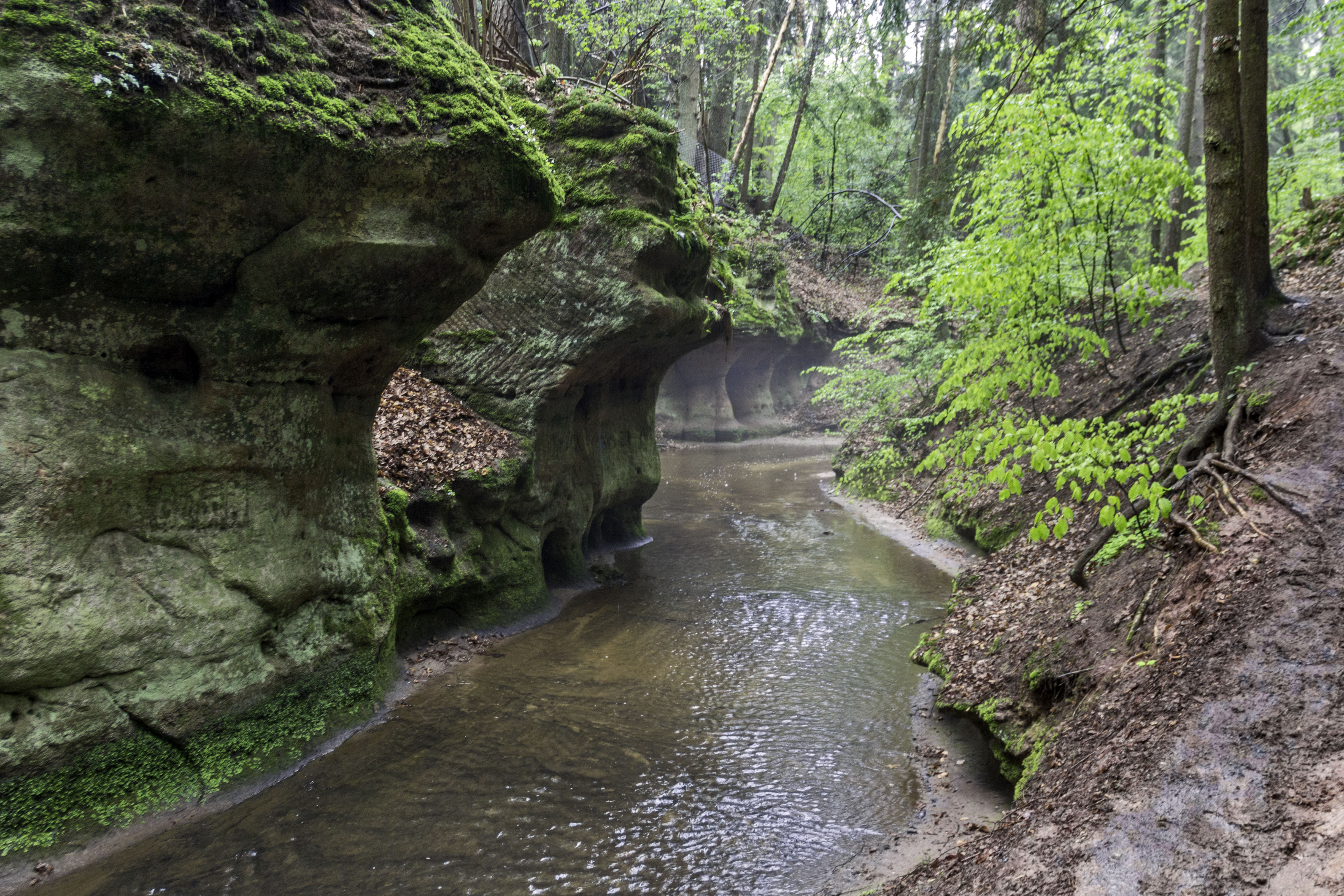
Der Bitterbach

  - Teufelsgraben (linker Quellbach, Hauptstrang)
    - Schwarzwinkelgraben (rechts)
    - Wasiggraben (links)
    - Igelgraben (links)

  - Ochsenpriel[2] (rechter Quellbach, Nebenstrang)
    - Nüschwiesengraben (linker Quellbach, Hauptstrang)
    - Steinberggraben (rechter Quellbach, Nebenstrang)
    - Grenzgraben (rechts)

  - Kreuzgraben (rechts)
    - Brunnwieselgraben (rechts)
- Hirschbrunnengraben (rechts)
- Röthenbach (links)
  - Ludergraben (links)
  - Reingraben (links)
  - Haidelbach (rechts)
    - Kühbach (links)
    - Ettenbach (rechts)
    - Behlengraben (rechts)
      - Erlengraben (rechts)

    - Berglesgraben (links)
      - Weißgraben (rechts)
        - Leingraben (rechts)

    - Schmidgraben (Gänsebühlbach[A 1]) (rechts)

  - Finstergraben (rechts)
    - Lachgraben (links)

  - Geißgraben (rechts)
    - Roggenbach (rechts)
- Seelbach (rechts)
  - Tuchergraben (rechter Quellbach)
  - Forsterbach (linker Quellbach)
- Schneidersbach (Zweibrücklesgraben[A 1]) (links)
  - Erlgraben (rechts)
  - Höllgraben (rechts)
- Hülzigraben[3] (links)
- Langwassergraben (rechts)
  - Wolfsgraben (rechts)
  - Beerengraben (links)
- Tiefgraben (Haidbrunnengraben[A 1]) (rechts)

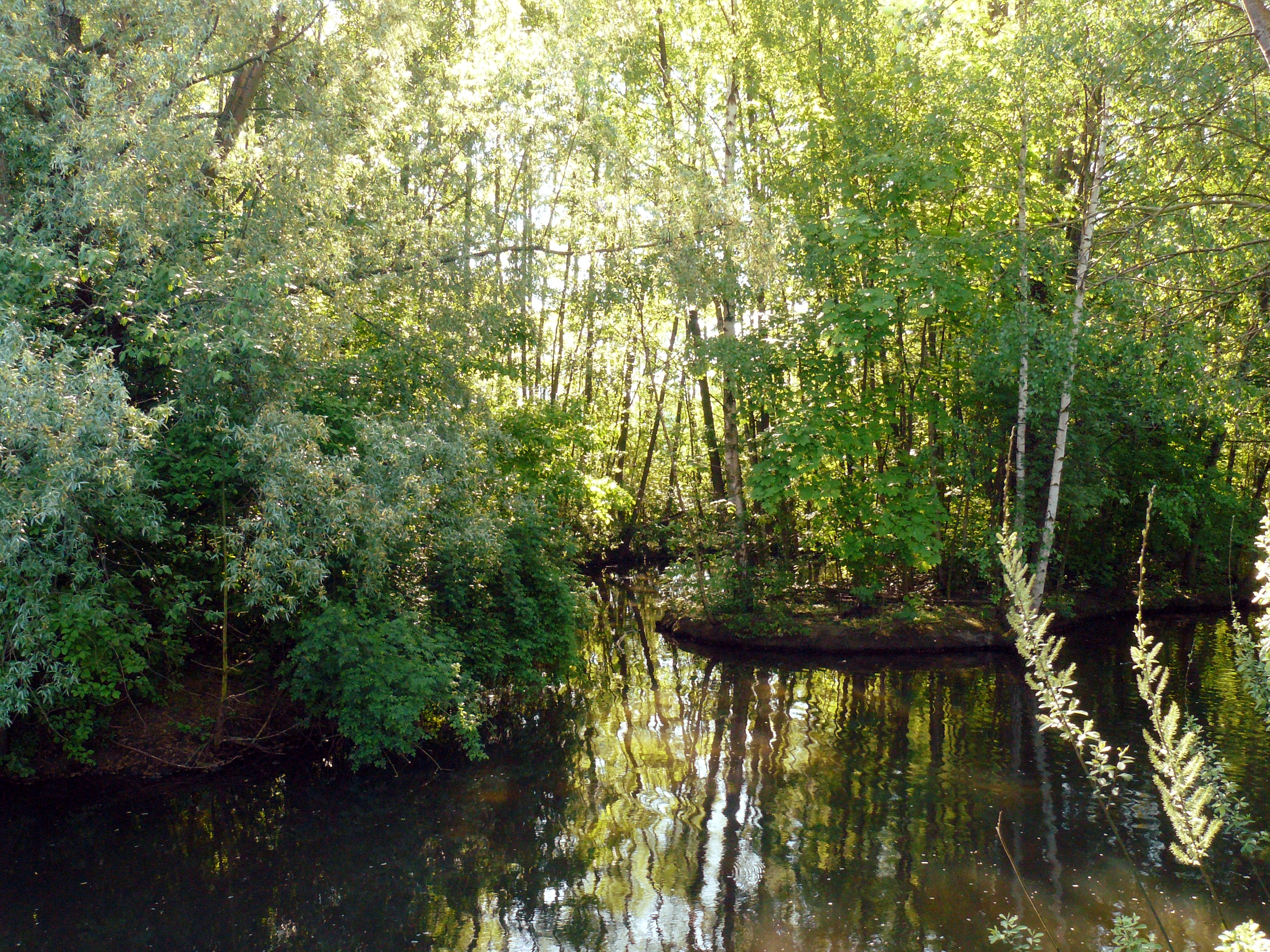
Goldbach

  - Kühgraben (rechts)
- Goldbach (links)
  - Fischbach (links)